# علی‌اصغر فقیهی

علی اصغر فقیهی

علی‌اصغر فقیهی(۱۲۹۶_۱۳۸۲خورشیدی)، معلم، نویسنده و تاریخ‌پژوه سده اخیر بود.

## زندگی
علی‌اصغر فقیهی فرزند آقا شیخ ابوالحسن فقیهی (متوفای ۱۳۵۹ ق. از مدرسان حوزه علمیه قم و از شاگردان عبدالکریم حائری یزدی) پسر ملامحمد در ۵ آبان ۱۲۹۶ (۱۰ محرم ۱۳۳۶ هجری قمری) در
محله آلوچو یکی از محله‌های قدیمی قم و در خانواده‌ای روحانی متولد شد.
وی در دوم آذرماه ۱۳۸۲ در سن ۸۶ سالگی، بر اثر سکته قلبی درگذشت و پیکرش در صحن حرم معصومه در حجره‌ای که محل به خاکسپاری یار و همکارش محمد مفتح است به خاک سپرده شد.

## تحصیلات
وی در سن ۵ سالگی به مکتب‌خانه رفت و الفبا را با سبک مکتب‌خانه‌ای، همراه با پاره‌ای از مسایل دینی آموخت.
او سپس قرآن و برخی متون فارسی، از قبیل گلستان سعدی و بعضی نامه‌هایی را که توسط منشیان قدیمی تحریر شده بود و در مکتب‌خانه‌ها تدریس می‌شد، آموخت. او در ۱۰ سالگی به «مدرسه جهانگیرخان» که پدر و عمویش در آن تدریس می‌کردند، رفت و نصاب‌الصبیان و جامع المقدمات را نزد پدرش به‌طور کامل فراگرفت.
در سال ۱۳۱۵ ش. در دانشکده معقول و منقول دانشگاه تهران، در رشته ادبیات ثبت نام کرد و همزمان در دفترخانه‌ای که مقابل بازار بزرگ تهران قرار داشت مشغول بکار شد.

## استادان و شاگردان
وی دوره سطح را نزد استادان وقت حوزه مانند شیخ عبدالحسین ابن الدین قمی ، سید شهاب‌الدین مرعشی نجفی ، محمد فیض قمی ، سید محمدرضا گلپایگانی، و غیره به پایان برد. پس از اتمام این دوره، مدتی در درس خارج فقه سید محمدتقی خوانساری شرکت می‌جست.
از استادان وی در مقطع دانشگاه می‌توان به محمود شهابی خراسانی، بدیع‌الزمان فروزانفر، احمد بهمنیار، عبدالعظیم قریب، مهدی الهی قمشه‌ای و میرزا یدالله نظرپاک اشاره نمود.
وی در شهریورماه سال ۱۳۱۹ ش. تحصیلات دانشگاهی خود را با رساله‌ی پایانی در موضوع تأثیر ایرانیان در بسط تمدن اسلامی در حضور اساتید راهنما و مشاور عباس اقبال آشتیانی و سید احمد کسروی دفاع و به پایان برد و مدرک کارشناسی ارشد خود را در رشته‌ی ادبیات دریافت نمود.
روحانیان سرشناسی چون: سید موسی صدر ، احمد آذری قمی ، محمد فاضل لنکرانی ، محمد مؤمن قمی و نیز استادان و ادیبانی چون: مظاهر مصفا ، علی اشرف صادقی ، محمود بروجردی ، محمدعلی مجاهدی قمی (پروانه) ، سید علیرضا شمس (شمس قمی) ، سید علی موسوی گرمارودی ، محمود شریف صادقی (وفا) که از شاعران ادیب و مدیحه سرایان اخیر اند از شاگردان وی می‌باشند.

## خدمات علمی و فرهنگی
او در سال ۱۳۱۹ به عنوان دبیر، به قم بازگشت و در دبیرستان‌های حکیم نظامی، اوحدی، صدر، پنبه چی و دبیرستان دین و دانش تا سال سال ۱۳۵۰ که تقاضای بازنشستگی نمود، به تدریس درس‌های عربی، فارسی، تاریخ و جغرافیا پرداخت.
وی پس از آن به تهران مهاجرت کرد و تا سال ۱۳۷۲ در دبیرستان‌های علوی و نیکان تدریس نمود و در همین سال‌ها بود که با استاد رضا روزبه آشنا شد و پس از فوت همسرش به قم بازگشت.

## آثار
وی هشتاد سال از عمر خویش را صرف تحصیل، تدریس و تحقیق نمود و کتاب‌ها و مقالاتی به صورت تألیف و ترجمه از خود به‌جای گذاشته‌است. نیز از او، کتابخانه‌ای با حدود ۵۰۰۰ جلد کتاب فارسی و عربی که غالب آن‌ها از منابع و مآخذ معتبر هستند، باقی‌مانده که وی وصیت نمود تا به شکل مطلوبی مورد استفاده همگان قرار گیرد؛ لذا پس از وفاتش به کتابخانه نجفی مرعشی اهدا گردید. وی پیرامون آثار خود چنین توضیح می‌دهد:
«بنده از همان دوران کودکی که توانستم کتاب‌های فارسی را بخوانم، علاقه شدیدی به مطالعه کتاب‌های تاریخ و اخبار داشتم. آثار فارسی مرحوم مجلسی، ناسخ التواریخ و کتاب‌هایی از این قبیل را هر طور بود پیدا می‌کردم و می‌خواندم. بعد که توانستم تا حدی از کتاب‌های عربی استفاده کنم به مطالعه آثار تاریخی و ادبی عرب پرداختم. وقتی مشغول تدریس شدم، در روزنامه‌های قم، سلسله مقالاتی در زمینه تاریخ نوشتم و نخستین اثری که از بنده به صورت کتاب منتشر شد، تاریخ وهابیان بود.»
ضمناً وی یکی از اعضای هیئت تحریریه روزنامه استوار قم بود.

### تالیفات
- تاریخ و عقاید وهابیان

این کتاب نخستین اثر وی است که ابتدا به صورت سلسله مقالات در نشریه استوار قم به چاپ می‌رسید. سپس این مقالات به صورت کتابی در ۶۸ صفحه رقعی با مقدمه سید شهاب‌الدین مرعشی نجفی در سال ۱۳۲۳ چاپ و منتشر گردید.
- وهابیان

در این اثر همان‌طور که نویسنده گفته بود به بررسی و تحقیق دربارهٔ عقاید و تاریخ وهابیت پرداخته‌است. چاپ نخست این کتاب در سال ۱۳۵۲ مشتمل بر هشت بخش و یک خاتمه و فهرست اعلام منتشر شد. چاپ دوم و سوم در سال‌های ۱۳۶۴ و ۱۳۶۵ و نیز چاپ چهارم این کتاب در سال ۱۳۷۷ انتشار یافت.
- دستورهای املا و انشا

کتابی است که نیمی از آن اختصاص به قواعد املا و نیم دیگر حاوی نکاتی دربارهٔ روش و اصول نگاشتن است، به نام دستورهای املا و انشا که نخستین بار در سال ۱۳۳۰ چاپ و منتشر گردید. پس از آن تا سال ۱۳۴۳ ش. در چند نوبت با تجدیدنظر و اضافات چاپ و عرضه شد.
- جغرافیای کشورهای اسلامی و تاریخ اسلام

این کتاب در ابتدا به صورت جزوه برای محصلان دوره متوسطه دبیرستان دین و دانش تدریس می‌شد. سپس قسمتی از آن با مقدمه‌ای از سید محمد بهشتی در سال ۱۳۳۴ به صورت کتابی مستقل در دو بخش جغرافیا و تاریخ به چاپ رسید و منتشر گردید.
- شاهنشاهی عضدالدوله دیلمی

تالیف این کتاب در سال ۱۳۴۷ صورت گرفته که از جهات مختلف به بررسی چگونگی فرمانروایی عضدالدوله دیلمی پرداخته و برنده جایزه بهترین کتاب سال گردیده‌است.
- تاریخ مذهبی قم

این کتاب همان بخش اول تاریخ جامع قم است، که با نام تاریخ مذهبی قم توسط وی نوشته شده‌است. در این کتاب به وضع مذهبی شهر قم، از هنگام فتح آن به دست مسلمانان، تا زمان حاضر پرداخته شده‌است.
- آل بویه

این کتاب که دارای یک مقدمه و سه بخش و چندین فصل است و به اوضاع و احوال زمان آل بویه و نموداری از زندگی مردم آن عصر پرداخته در سال ۱۳۵۷ به چاپ رسیده‌است. اثر مذکور چندین نوبت توسط ناشران مختلف داخل کشور چاپ و منتشر شده و یک نوبت در بیروت به زبان عربی ترجمه و چاپ گردیده‌است.
- دستور زبان فارسی

چاپ اول این کتاب در سال ۱۳۴۶ و چاپ دوم آن در سال ۱۳۴۹ با تجدید نظر کامل در ۱۹۹ صفحه صورت گرفته‌است.
- فغان دل، مقدمه چندین صفحه‌ای بر دیوان شعر شرر بیگدلی

محمدعلی مجاهدی قمی (پروانه) دربارهٔ این اثر می‌گوید:

به خاطر دارم هنگامی که در سال ۱۳۴۹ به پیشنهاد مرحوم آیت‌الله آذری قمی سرگرم مقابله نسخه‌های خطی دیوان اشعار حسینعلی بیک بیگدلی (متخلص به شرر) فرزند آذر بیگدلی مؤلف آتشکده آذر بودم، استاد فقیهی به رسم شاگردنوازی پس از ملاحظه کارهایی که در این رابطه انجام داده بودم به من فرمودند: «اگر مایل باشید مقدمه‌ای بر دیوان شرر خواهم نوشت.» و به فاصله چند روز مقدمه‌ای عالمانه در ۱۶ صفحه مرقوم داشتند و در پایان آن، این ناچیز را مورد عنایت خود قرار دادند. این مقدمه زینت بخش دیوان شرر بیگدلی با عنوان «فغان دل» است که به سال ۱۳۴۹ توسط انتشارات دارالعلم قم چاپ و منتشر گردیده‌است.
- دست نوشته هزار لغت، مخصوص لهجه قمی
- قم در مسیر تاریخ، که به صورت سلسله مقالات در فصلنامه نامه قم چاپ شده‌است.
- بنی امیه در تاریخ

این مقاله استاد در مجموعه مقالات کنگره شیخ مفید، در سال ۱۳۷۲ (۱۴۱۳ ق) در ۵۶ صفحه چاپ گردیده‌است.

### ترجمه‌ها
- ترجمه عهدنامه مالک اشتر

عهدنامه مالک اشتر مهمترین نامه علی بن ابیطالب است. علی‌اصغر فقیهی در سال ۱۳۴۱ برای استفاده دانشجویان رشته ادبیات، آن را ترجمه نمود و سپس متن و ترجمه را در اختیار عموم قرار داد. توضیح این که این ترجمه زمینه و اندیشه ترجمه تمامی کتاب نهج البلاغه را فراهم آورد.
- ترجمه توحید مفضل

این کتاب با نام راه خداشناسی یا خلاصه توحید مفضل، شامل ترجمه گفتار امام ششم، امام صادق علیه السلام به ضمیمه مختصری از نبوت، عدل، امامت و معاد، به گونه‌ای همه فهم چاپ و در دسترس عموم قرار گرفت. در چاپ‌های بعد برای تفهیم بیشتر مطالب در جای جای کتاب از تصاویر مناسب نیز استفاده شد. این اثر به زبان انگلیسی نیز ترجمه شده‌است.
- ترجمه محمد رسول‌الله صلی الله علیه و آله

اصل این کتاب تألیف احمد تیموربک مصری است که به فارسی ترجمه شده ولی از چاپ و نشر آن خبری در دست نیست.
- ترجمه نهج البلاغه

این اثر که با نام کتاب شریف نهج البلاغه همراه با شرح شیخ محمد عبده ترجمه شده، در میان دیگر آثارش جلوه ویژه‌ای دارد. ترجمه این کتاب ۷ سال (۱۳۶۱–۱۳۶۸) به طول انجامیده و ترجمه متن عربی آن به فارسی چنان با دقت صورت گرفته که می‌توان آن را کلمه به کلمه و جمله به جمله با ترجمه فارسی آن تطبیق داد.

### سفرنامه
- سفرنامه آفریقا

او در سال ۱۳۵۲ مسافرت‌های متعددی به اروپا، آفریقا، خاوردور، استرالیا و چند کشور عربی نموده‌است. وی خاطرات سفرش به آفریقا را که حاوی تحقیقی جامع پیرامون آن قاره و آداب و سنن اجتماعی، آثار و شگفتی‌های آنجاست، در این مجموعه گردآوری نموده‌است.
- دست نوشته‌هایی پیرامون خاطرات سفر به عتبات
- سفرنامه حج

او در سال ۱۳۴۵ پس از بازگشت از حج تمتع که نخستین سفر خارج از کشورش بود، کتاب سفرنامه را با نام حج آن طور که من رفتم، شامل گزارش ۲۷ روزه از وقایع و رویدادهای سفر و اعمال حج، نگاشته‌است.